# Zacharias Torpadius
Zacharias Torpadius, född 21 mars 1678 i Eksjö, död 30 november 1745 i Rogslösa socken, var en svensk präst i Rogslösa församling.

## Biografi
Zacharias Torpadius föddes 21 mars 1678 i Eksjö. Han var son till kyrkoherden Daniel Torpadius i Vireda socken. Torpadius studerade vid Visingsö gymnasium och blev hösten 1692 student vid Kungliga Akademien i Åbo. 11 oktober 1698 blev han student vid Uppsala universitet och magister 7 juni 1719. Torpadius blev 3 februari 1711 kyrkoherde i Orlunda församling samt rektor i Vadstena. Han prästvigdes 7 maj 1711 och blev 18 juli 1722 kyrkoherde i Rogslösa församling. Torpadius avled 30 november 1745 i Rogslösa socken och begravdes i Rogslösa kyrkas kor. Likpredikan hölls av biskopen Andreas Olavi Rhyzelius.
En minnessten över Torpadius, hustrun och barnen sitter vid predikstolens trappa i kyrkan.

### Familj
Torpadius gifte sig 2 juli 1711 med Christina Fabricius (1687–1745). Hon var dotter till kyrkoherden i Stora Åby socken. De fick tillsammans barnen Daniel, Samuel (1714–1786), Carl Johan (1717–1717), Magdalena (1719–1762), Sara Maria (1721–1784), Gabriel (1724–1786) och Johan Eskil (1727–1727).